# Jane Delano
Jane Arminda Delano (12 maart 1862 in Montour Falls, New York – 15 april 1919 in Savenay, Loire-Atlantique, Frankrijk ) was een verpleegster en de oprichtster van de American Red Cross Nursing Service .

## Persoonlijk leven
Jane Delano stamde af van een van de eerste kolonisten in Amerika, Philippe de la Noye (Delano) (1602-1681). Ze volgde les aan de Cook Academy, een Baptistenkostschool in haar geboortestad. Daarna studeerde ze verpleegkunde aan de Bellevue Hospital School of Nursing in New York City, waar ze in 1886 afstudeerde.

## Beroepsleven
In 1888 ging Delano aan de slag in een ziekenhuis in Jacksonville, Florida, waar ze slachtoffers van een gele koorts-epidemie verzorgde. Daar toonde ze haar uitzonderlijke organisatorische en administratieve talenten en ontwikkelde ze vernieuwende verpleegkundige procedures voor de patiënten onder haar zorg. Na haar tijd in Florida werkte Jane Delano drie jaar lang als verpleegkundige voor tyfuspatiënten in een kopermijn in Bisbee, Arizona, Daarna aanvaardde ze een functie als hoofdverpleegkundige in het Universitair Ziekenhuis in Philadelphia, Pennsylvania .

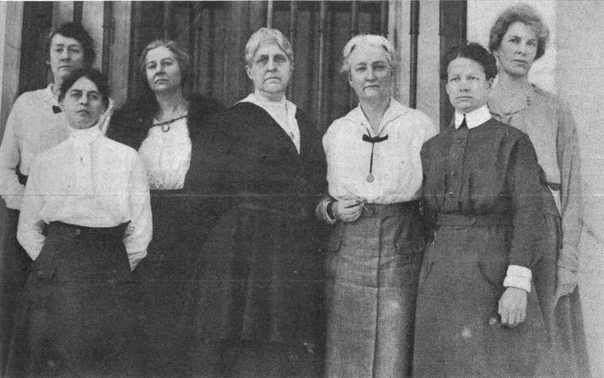
Hoofdbestuurders van de afdeling Verpleegkunde van het Amerikaanse Rode Kruis (1918). Delano staat in het midden.

In 1898, tijdens de Spaans-Amerikaanse Oorlog, werd Jane Delano lid van de New York Chapter van het Amerikaanse Rode Kruis en nam ze de rol op als secretaris voor de inschrijving van verpleegkundigen. In 1902 keerde ze terug naar het Bellevue Hospital in New York City als directeur van de Training School for Nurses. Ze bleef daar tot 1909, toen ze werd benoemd tot superintendent van het United States Army Nurse Corps. Gedurende deze periode leverde ze een onschatbare bijdrage aan haar beroep, wat resulteerde in haar benoeming tot voorzitter van de American Nurses Association en voorzitter van het Nationaal Comité van de Rode Kruis-Verpleegdienst.
Delano is een van de belangrijkste pioniers van het moderne verpleegkundig beroep. Ze richtte bijna in haar eentje American Red Cross Nursing op toen ze het werk van de American Nurses Association, het Army Nurse Corps en het Amerikaanse Rode Kruis verenigde. Dankzij haar inspanningen werden noodhulpteams georganiseerd voor rampenbestrijding en waren er meer dan 8.000 gediplomeerde verpleegkundigen opgeleid en klaar voor dienst toen de Verenigde Staten deelnamen aan de Eerste Wereldoorlog . Tijdens de oorlog speelden meer dan 20.000 van haar verpleegkundigen een cruciale rol in het Amerikaanse leger. Voor haar bijdragen tijdens de oorlog werd haar door de minister van Defensie de Distinguished Service Medal toegekend.

## Dood

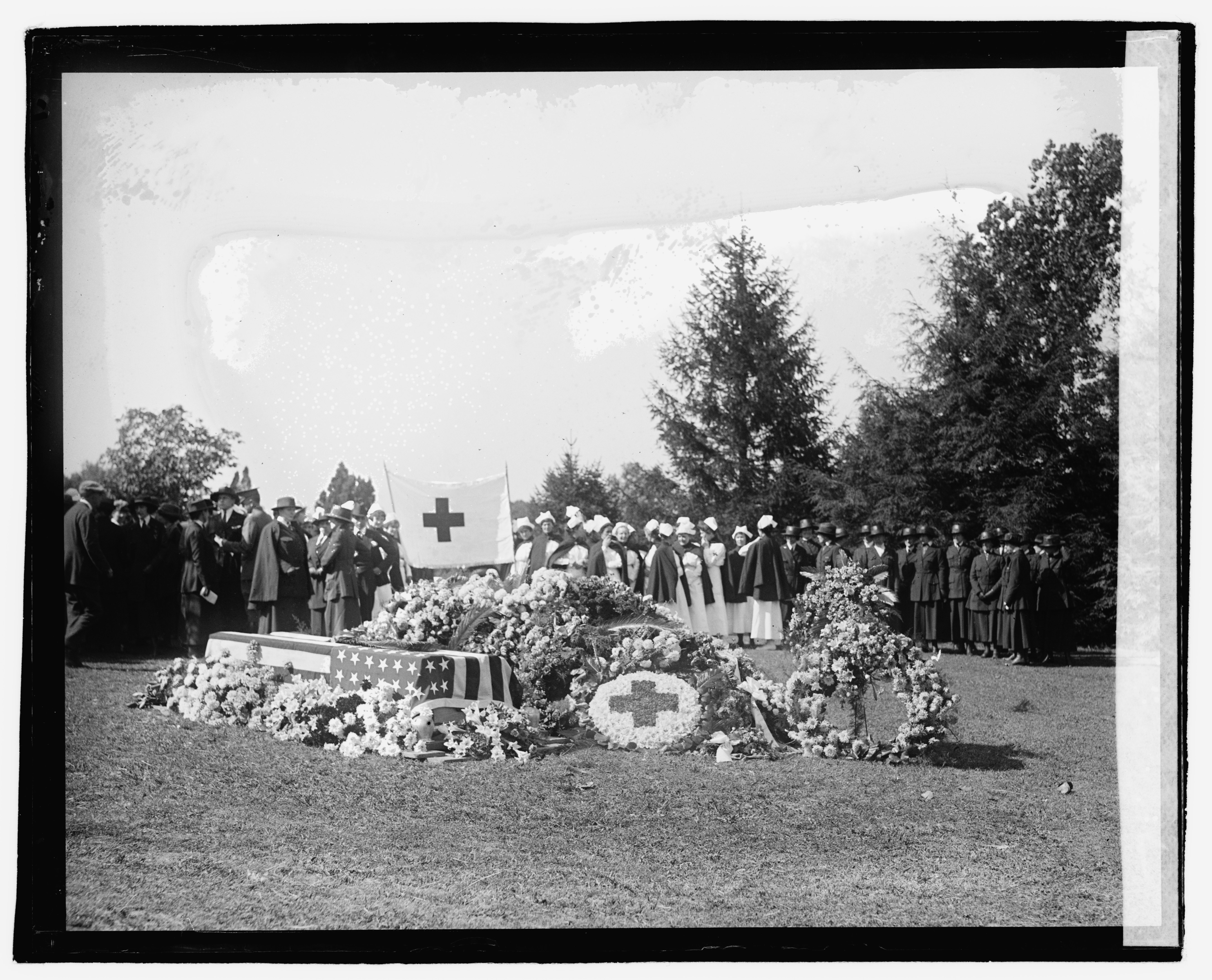
Herbegrafenis van Delano, 1920, Arlington National Cemetery

Jane Delano stierf in Frankrijk tijdens een missie van het Rode Kruis, en overleed in het basisziekenhuis nr. 8 in Savenay in de Loire-Inferieure.
Delano werd meerdere keren geëerd voor haar inzet voor de mensheid.  Ze werd opgenomen in de Hall of Fame van de American Nurses Association. In in het Schuyler County Hospital in Dix, New York, staat een Jane Delano Memorial met een tentoonstelling van persoonlijke spullen, waaronder een aantal van haar onderscheidingen en medailles. In 1990 richtte het National Nursing Advisory Committee de " Jane Delano Society " op om actieve betrokkenheid van verpleegkundigen op alle niveaus van het Rode Kruis te waarborgen en om erfgoedstukken te bewaren die de geschiedenis van de verpleging van het Rode Kruis vastleggen.

## Gepubliceerde werken
- Delano, Jane A. (1913). American Red Cross Textbook on Elementary Hygiene and Home. P. Blakiston's Son & Co., Philadelphia.

## Verder lezen
- Bullough, V. L. (1988). American nursing: A biographical dictionary. Garland, New York. ISBN 0-8240-8540-X.
- Flanagan, L. (19761976). One Strong Voice. The Story of the American Nurses Association.. American Nurses Association, Kansas City, MO. ISBN 0-913504-31-9.
- Clarke, Mary A. (1934). Memories of Jane A. Delano. Lakeside Pub. Co, New York.
- Lynn Windsor, Laura (2002). Women in medicine : an encyclopedia. Santa Barbara, Calif. : ABC-CLIO.